# Turo Unho
Turo Unho (1 de septiembre de 1943 – 29 de julio de 2014) fue un actor, director y guionista finlandés. 

## Biografía
Su nombre completo era Turo Pekka Unho, y nació en Helsinki, Finlandia, siendo sus padres el director Ilmari Unho y la actriz Salli Karuna. Su hermano menor fue el futbolista Matti Unho.
Turo Unho actuó en el teatro Kaupunginteatteri de Jyväskylä y en el Kaupunginteatteri de Joensuu.
Pero, además de su actividad teatral, actuó para el cine y, sobre todo, para la talevisión. Su papel más conocido en la gran pantalla fue el del periodista Reino Torpo en la película de Matti Kassila Vodkaa, komisario Palmu (1969). También fue actor en varias producciones de radioteatro, así como en la serie radiofónica emitida en 1966–1967 Tuntematon sotilas.
Turo Unho falleció en Helsinki en el año 2014.

## Filmografía (selección)

### Actor
- 1964 : Tyttö ja nauru (TV)
- 1965 : Kohtaaminen (telefilm)
- 1965 : Juorupiiri (telefilm)
- 1965 : Laakson varjo (telefilm)
- 1965 : Poikkeus ja sääntö (telefilm)
- 1966 : Egyptiläinen kuvapatsas (telefilm)
- 1966 : Mies, joka oli syntynyt hirtettäväksi (telefilm)
- 1967 : Marik-parkani (telefilm)
- 1967 : Jeanne (telefilm)
- 1967-1972 : Teatterituokio (serie TV)
- 1968 : Itätuuli (TV)
- 1968 : Perimmäisten ammattien äärellä (telefilm)
- 1969 : Punatukka
- 1969 : Vodkaa, komisario Palmu
- 1969 : Oikeamieliset (telefilm)
- 1970 : Veijo Meren tarinoita (serie TV)
- 1971 : Mummoni ja Mannerheim (miniserie TV)
- 1978 : Arkkienkeli Oulussa (telefilm)
- 1978 : Elämäsi parhain aika (telefilm)
- 1980 : Tosimiehiä (miniserie TV)
- 1982 : Kaikki tulevat päivät (telefilm)

### Director
- Karuselli (1973) (telefilm)
- Naruska (1993) (telefilm)